# Diecezja Zachu
Diecezja Zachu (łac. Dioecesis Zachuensis) – diecezja Kościoła chaldejskiego w Iraku, podlegająca bezpośrednio chaldejskiemu patriarsze Bagdadu. Siedzibą biskupa jest miasto Zachu. 
Diecezja została erygowana w 1850 roku. W 2013 roku została połączona z diecezją Al-Amadijja tworząc diecezje Zachu i Al-Amadijja. 27 czerwca 2020 roku erygowaną siedem lat wcześniej diecezje zlikwidowano, przywracając osobne diecezje. Biskupem Zachu został wówczas mianowany Felix Dawood Al Shabi. 